# USS Kearsarge (BB-5)
«Кірсардж» (англ. USS Kearsarge (BB-5) — американський пре-дредноут головний у своєму типі та другий корабель військово-морських сил США, названий на честь гори Кірсардж у штаті Нью-Гемпшир. Єдиний в американському флоті лінійний корабель, що не носив ім'я одного зі штатів США.
«Кірсардж» був закладений 30 червня 1896 року на верфі компанії Newport News Shipbuilding у Ньюпорт-Ньюсі. 24 березня 1898 року він був спущений на воду, а 20 лютого 1900 року увійшов до складу ВМС США.

## Історія служби
Після введення до строю пре-дредноут «Кірсардж» увійшов до Північноатлантичної ескадри. Протягом наступних шести років корабель діяв у Мексиканській затоці та Карибському басейні. У червні 1903 року «Кірсардж» відплив до європейського континенту як флагман Європейської ескадри американського флоту, здійснивши кілька дружних візитів до країн Європи, зокрема Німецької імперії у червні та Британської імперії у липні того року.
У 1904 році «Кірсардж» з броненосцями «Алабама», «Мен» і «Айова», і бронепалубними крейсерами «Олімпія», «Балтімор» і «Клівленд» здійснили новий візит до Південної Європи. Спочатку американські кораблі зупинилися у Лісабоні, Португалія, перед тим, як здійснити тур до Середземного моря, де перебували до середини серпня 1904 року. Потім американські кораблі здійснили перехід Атлантикою, зупинившись на Азорських островах під час руху, і 29 серпня прибули до Ньюпорта, Род-Айленд.
13 квітня 1906 року під час проведення навчань у морі поблизу кубинського мису Кейп-Круз, на броненосці «Кірсардж» сталася трагедія; внаслідок вибуху пороху однією з башт у ході навчальних стрільб, загинули десять людей.
Наступною важливою місією «Кірсарджа» став похід Великого Білого флоту навколо світу, який розпочався з військово-морського огляду президента Теодора Рузвельта. Далекий похід Великого Білого флоту, що проходив з 16 грудня 1907 до 22 лютого 1909 року, замислювався як демонстрація американської військової могутності, для країн світу, зокрема, Японії.
Після повернення з великого походу, «Кірсардж», як і більшість кораблів Великого Білого флоту, був модернізований. Модернізація тривала дуже довго і у 1915 році пре-дредноут повернувся до строю. 23 червня 1915 року корабель відновив службу і діяв уздовж узбережжя Атлантики. Діяв на підтримку морської піхоти США у Веракрусі, Мексика, і залишався там з 28 вересня 1915 по 5 січня 1916 року. Під час Першої світової війни він забезпечував підготовку екіпажів збройної гвардії суден та морських інженерів конвоїв, що пливли Атлантикою. 18 серпня 1918 року «Кірсардж» врятував 26 вцілілих членів екіпажу норвезької барки «Нордхав», яку потопив U-117, і доставив їх до Бостона.

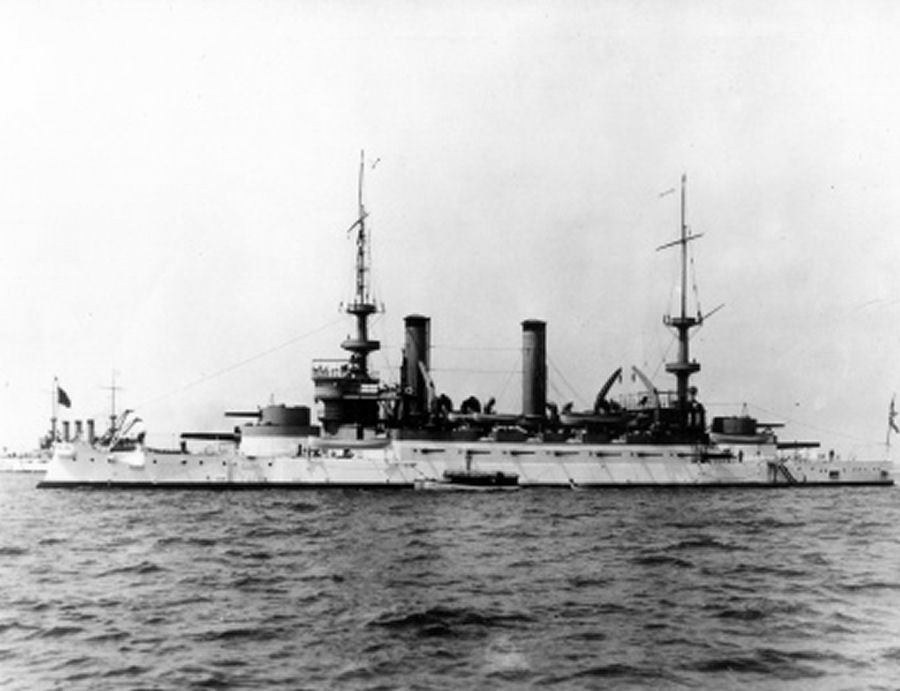
«Кірсардж» під час Великого Білого походу

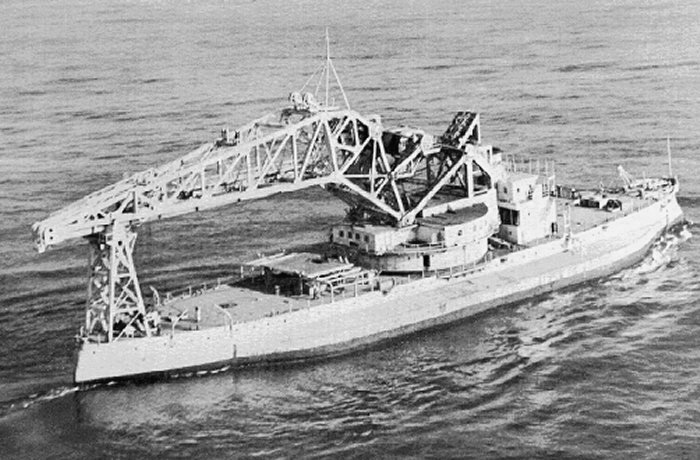
«Кірсардж» як Crane Ship No. 1

Після війни «Кірсардж» був переобладнаний на корабель-кран, і 17 липня 1920 року увійшов до строю, отримавши назву IX-16, але 5 серпня його змінили на AB-1. Кран-корабель часто використовували протягом наступних 20 років, включаючи підняття американського підводного човна типу «Сарго» «Скволус», який затонув 23 травня 1939 року під час ходових випробувань.